# CB L'Horta Godella
El CB L'Horta Godella es un club de baloncesto de la provincia de Valencia, con sede en la localidad de Godella, con equipos de cantera y que juega en Segunda FEB (anteriormente denominada LEB Plata), durante la temporada 2024-2025.

## Historia
Es un club fundado en 1993.

### Liga EBA
En la temporada 2008-09, el club valenciano se inscribe en la Liga EBA, en la que descendería al término de la temporada. Tras un nuevo ascenso, regresa a la Liga EBA en la temporada 2010-11, en la que solo permanece de nuevo durante una campaña. Desde 2011 a 2018 jugaría en Primera División Nacional, hasta su regreso a Liga EBA en la temporada 2018-2019 y en la que compite durante cuatro temporadas.

### Liga LEB Plata
En la temporada 2022-23, el CB L'Horta Godella, debuta en Liga LEB Plata, al permutar su plaza con la del Valencia Basket B, y establecer un convenio de colaboración con el Valencia Basket, pasando a ser equipo filial.

## Instalaciones
El CB L'Horta Godella juega en el Pabellón Municipal de Godella. C/. Acacias, 14. Godella (Valencia), con capacidad para 1.500 espectadores. 

## Denominaciones
- CB L'Horta Godella - Univ. de Valencia (2007-2011)
- CB L'Horta Godella (2011-2012)
- CB Albor Godella (2012-2014)
- CB L'Horta Godella (2015-2017)
- Sonia CB L'Horta Godella (2017-2018)
- Sonia Bath Godella (2018-2020)
- Bauhaus Godella (2020-2022)
- CB L'Horta Godella (2022-)

## Temporadas
| Temporada | Nivel | División     | Pos. | Postemporada              | TR    | PO       | Copa        | Copa |
| --------- | ----- | ------------ | ---- | ------------------------- | ----- | -------- | ----------- | ---- |
| 2007-08   | 6     | 1.ª División | 4.º  | Ascenso                   | 22-8  | –        | –           | –    |
| 2008-09   | 5     | Liga EBA     | 14.º | Descenso                  | 10-20 | –        | –           | –    |
| 2009-10   | 5     | 1.ª División | 2.º  | Fase final (1.º)/ Ascenso | 20-6  | (1-0)3-0 | –           | –    |
| 2010-11   | 4     | Liga EBA     | 12.º | Descenso                  | 7-19  | –        | –           | –    |
| 2011-12   | 5     | 1.ª División | 7.º  | –                         | 12-14 | –        | –           | –    |
| 2012-13   | 5     | 1.ª División | 10.º | –                         | 11-15 | –        | –           | –    |
| 2013-14   | 5     | 1.ª División | –    | –                         | –     | –        | –           | –    |
| 2014-15   | 5     | 1.ª División | –    | –                         | –     | –        | –           | –    |
| 2015-16   | 5     | 1.ª División | –    | –                         | –     | –        | –           | –    |
| 2016-17   | 5     | 1.ª División | –    | –                         | –     | –        | –           | –    |
| 2017-18   | 5     | 1.ª División | 2.º  | Fase final (2.º)/ Ascenso | –     | 1-1      | –           | –    |
| 2018-19   | 4     | Liga EBA     | 11.º | –                         | 10-16 | –        | –           | –    |
| 2019-20   | 4     | Liga EBA     | 9.º  | –                         | 11-11 | –        | –           | –    |
| 2020-21   | 4     | Liga EBA     | 10.º | –                         | 10-18 | –        | –           | –    |
| 2021-22   | 4     | Liga EBA     | 15.º | Ascenso                   | 8-20  | –        | –           | –    |
| 2022-23   | 3     | LEB Plata    | 8.º  | Octavos final (15.º)      | 12-14 | 0-2      | –           | –    |
| 2023-24   | 3     | LEB Plata    | 5.º  | Cuartos final (8.º)       | 14-12 | 1-3      | –           | –    |
| 2024-25   | 3     | Segunda FEB  | 4.º  | Octavos final (10.º)      | 16-10 | 0-2      | Copa España | FG   |

## Entrenadores
- 2018-2021  Álex Martínez
- 2021  Chevi Clemente
- 2021-2022  Héctor Ordiñana
- 2022-2023  Xavi Albert
- 2023-Act.  Tomás Lamas